# Poultonella
Poultonella là một chi nhện trong họ Salticidae.